# Torf (Normanne)
Torf war ein normannischer Adliger des 10. Jahrhunderts und wird als Stammvater der Familien Beaumont und Harcourt gesehen. Aus seinem Namen und dem seiner Söhne kann man schließen, dass er aus Skandinavien stammt.

## Nachkommen
Laut Wilhelm von Jumièges hatte Torf zwei Söhne:
- Turquetil, Herr von Harcourt, der Stammvater des Hauses Harcourt
- Turold, Herr von Pont-Audemer, Stammvater der Beaumont durch seine Ehe mit Duvaline, einer Schwester der Gunnora, der Ehefrau oder Geliebten Richards I. (siehe FitzOsbern)